# Kajetán Vogl
Kajetán Vogl, také Cajetanus Vogel, (1750? Konojedy u Litoměřic – 27. srpna 1794 Praha) byl římskokatolický kněz a hudební skladatel.

## Život
Jako chlapec studoval na jezuitské koleji ve Vratislavi. Zpíval v chlapeckém sboru a stal se výborným houslistou. Poté studoval v Praze bohosloví a dále si rozšiřoval hudební vzdělání. Kontrapunkt skladbu studoval u J. Habermanna. Vstoupil do řádu služebníků Mariiných (tzv. servitů) a stal se ředitelem kůru v kostele sv. Michaela archanděla. V rámci reforem císaře Josefa II. byla v roce 1786 řehole servitů zrušena a kostel uzavřen. Vogel se pak stal kazatelem v kostele Nejsvětější Trojice v Praze, v dnešní Spálené ulici. Tam setrval až do své smrti v roce 1794.

## Dílo

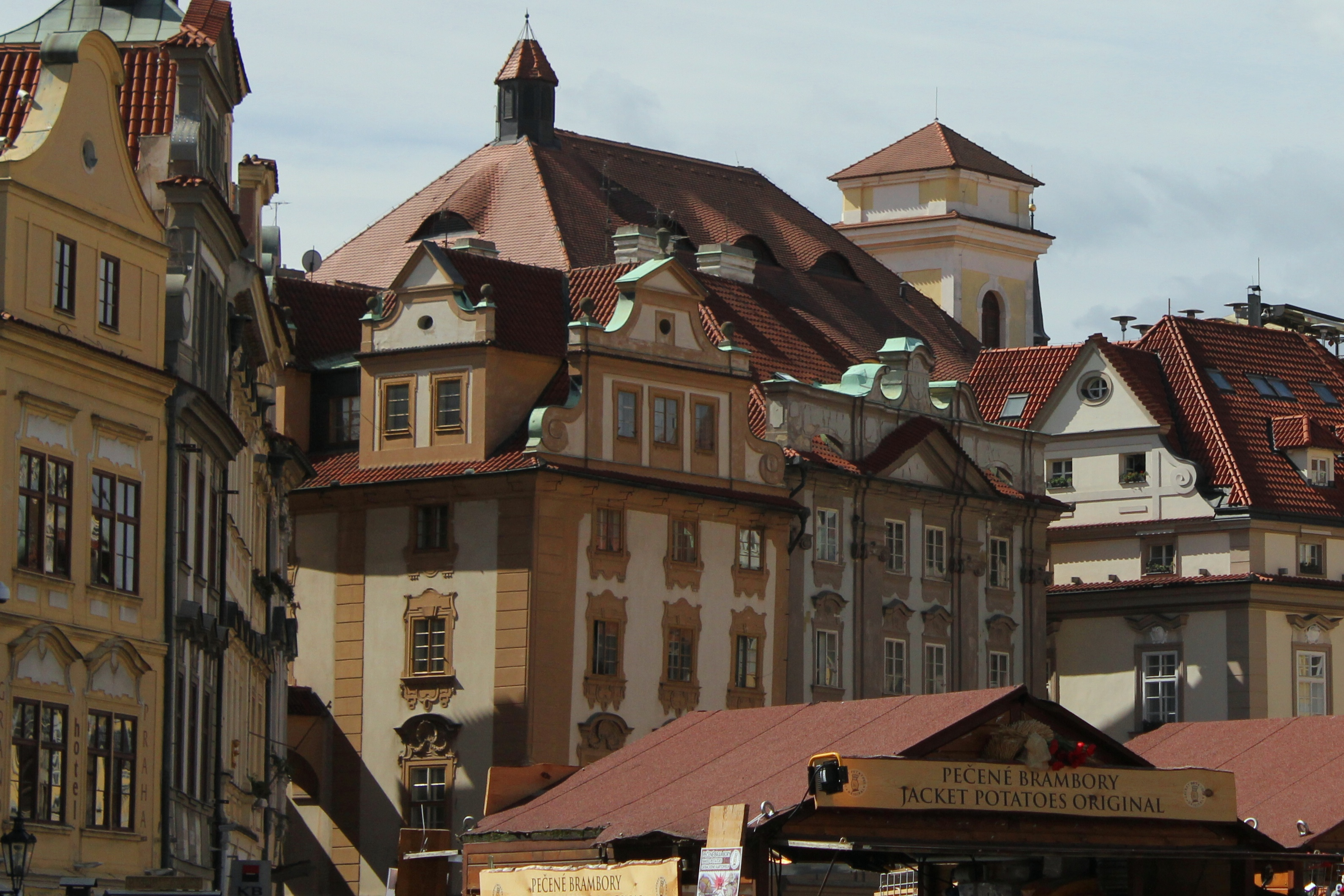
Kostel svatého Michaela Archanděla v Praze

Ve svých skladbách navazoval na dílo Františka Xavera Brixiho. Na českých kůrech se dochovala řada chrámových skladeb. Byly často opisovány a provozovány po několik desetiletí nejen v Praze, ale i v širokém okolí. Komponoval však i hudbu světskou. Mezi jeho skladbami je mnoho instrumentálních koncertů, klavírní kvarteta a další koncertní skladby.